# Yūya Nakasaka
Yūya Nakasaka (jap. 中坂 勇哉, Nakasaka Yūya; * 5. August 1997 in Tokushima, Präfektur Tokushima) ist ein japanischer Fußballspieler.

## Karriere
Yūya Nakasaka erlernte das Fußballspielen in der Jugendmannschaft von Vissel Kōbe. Hier unterschrieb er 2016 auch seinen ersten Vertrag. Der Verein aus Kōbe spielte in der höchsten Liga des Landes, der J1 League. Von August 2018 bis Dezember 2018 wurde er an den CF Peralada nach Spanien ausgeliehen. Der Verein aus Peralada spielte in der dritten Liga, der Segunda División B. Für Peralada absolvierte er vier Drittligaspiele. Der japanische Zweitligist Kyōto Sanga aus Kyōto lieh ihn von August 2019 bis Januar 2020 aus. Für Sanga spielte er siebenmal in der J2 League. Im Februar kehrte er nach der Ausleihe zu Vissel zurück. Am Ende der Saison 2023 und 2024 feierte er mit dem Verein aus Kōbe die japanische Meisterschaft.

## Erfolge
Vissel Kōbe
- Japanischer Meister: 2023, 2024